# Helge Bäckander
Helge Bäckander (Lidköping, 13 ottobre 1891 – Helsingborg, 11 novembre 1958) è stato un ginnasta svedese.

## Palmarès

### Olimpiadi
- 1 medaglia:
  - 1 oro (Anversa 1920 nel concorso svedese a squadre)